# Cine-puño
El cine-puño es un concepto cinematográfico creado por el director de cinema y teórico soviético Sergei M. Eisenstein (1898-1948), usado durante la década de los 20 y los 30. Esta técnica busca captar la tención del espectador y provocarlo mediante escenas violentas con tal de que las imágenes vistas lo lleven a una presa de conciencia a nivel político e ideológico. 
Eisenstein propone el cine-puño o efecto de shock para alejar el espectador de la ficción sobre la cual se construye la obra artística y que, mediante las escenas, los planos y el montaje; pueda ubicarse en el tiempo y el espacio para cuestionar por él mimo aquello que ve, ejercitando así su conciencia. En otras palabras, en el cine-puño, tanto las escenas en sí como el montaje quedan al servicio del conflicto, traduciendo así el discurso político del momento (ideales del comunismo y del socialismo) en imágenes.

Cabe recalcar que, en esa época, el propio cinema soviético apostaba por un cinema que sirviera de plataforma para transmitir un mensaje ideológico concreto. 
"Eisenstein combate la visión del cine como reproducción íntegra de la realidad, pues lo veía como un conjunto de fragmentos que se historian en la cognición del espectador."

## Historia
En 1919 se da la industrialización del cinema en Rusia, por lo que la mayoría de directores no tenían experiencia previa en el mundo del cinema. Eisenstein, por ejemplo, venía del mundo del teatro. No obstante, cada director desarrolla un estilo propio y experimenta de maneras distintas. 
La edad de oro del cinema soviético se sitúa en la Rusia de las décadas 1920 y 1930 (concretamente 1924-1930) y envuelve a un grupo de cineastas imprescindibles en la historia y la evolución cinematográfica. La mayoría de estos cineastas destacables eran también teóricos, por lo que estudiaron otras cinematografías, así como los diferentes tipos de interpretación y montaje. Después, elaboraron diversas teorías cinematográficas y desarrollaron conceptos innovadores, entre los cuales: el montaje de atracciones, el efecto Kuleshov, la geografía creativa, el guion de hierro, el cine-ojo y el propio cine-puño.

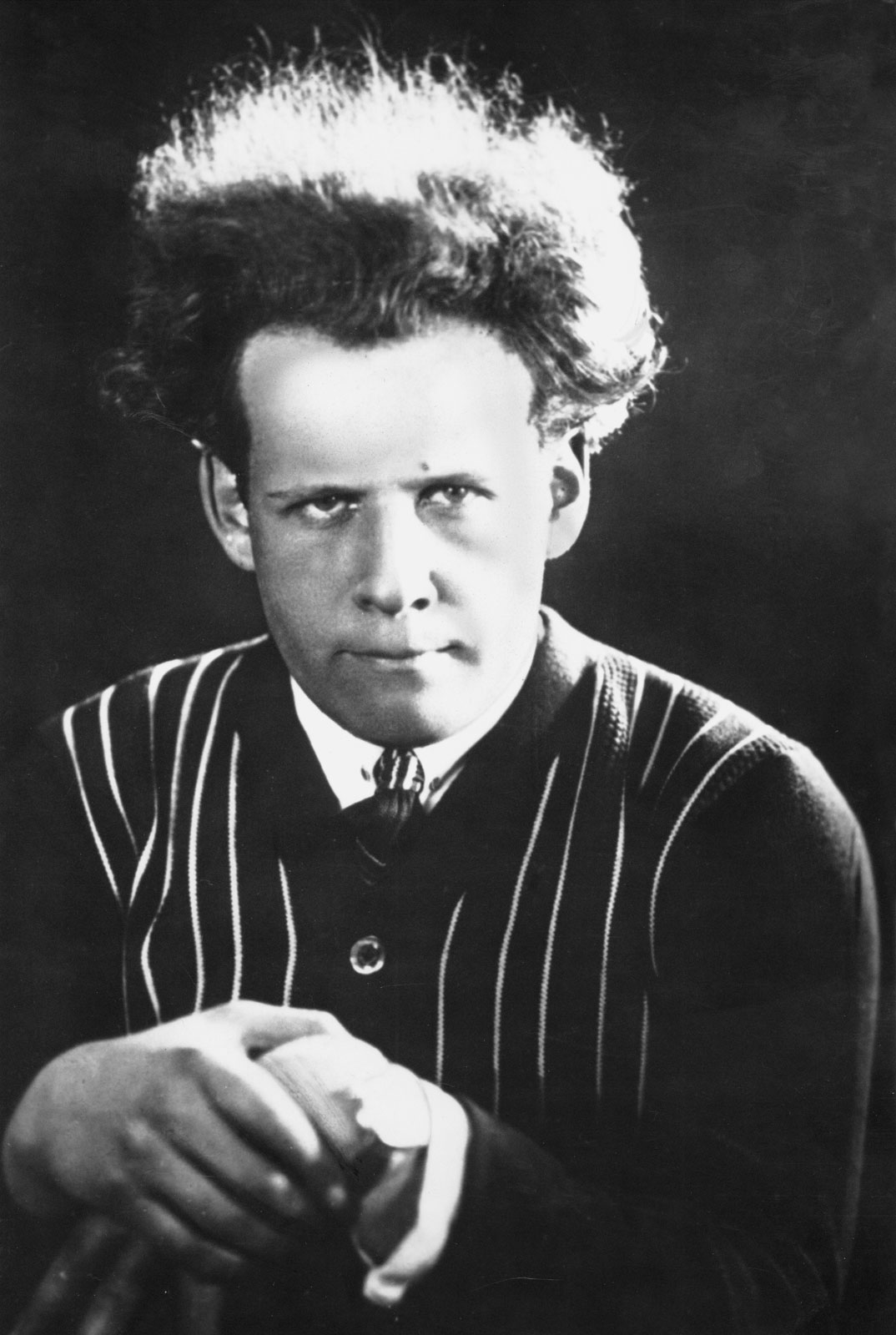
Sergei M.Eisenstein

El concepto de cine-puño nace así de la mano de la teoría cinematográfica de Eisenstein, estando estrictamente ligado a las características de la cinematografía soviética. Los cineastas soviéticos desarrollaron su trabajo partiendo de las bases establecidas por el modo de representación institucional y las vanguardias cinematográficas, con especial influencia del cineasta americano David W. Griffith. Gracias al dominio de los conocimientos y técnicas previas, los cineastas soviéticos fueron capaces de crear un nuevo lenguaje cinematográfico personalista y experimental. 
El cinema soviético del momento se basa en la idea de transmitir un mensaje ideológico claro. Como parte de la población seguía siendo analfabeta, el cinema era visto como una manera de llegar a la gente, transmitiendo la idea de proletariado a las masas. De hecho, fueron los primeros en enfrentarse a la política desde la gran pantalla, creyendo firmemente en la idea de que el cinema puede desarrollar, apoyar y promover una ideología o un pensamiento. Por esta razón, el cinema soviético se conoce como el primer cine propagandístico de la historia. Entre las tendencias políticas del momento encontramos el comunismo, el leninismo, el socialismo y el estalinismo. 
De todas las artes, el cine es para nosotros la más interesante. - Lenin.
Es en 1920 cuando Eisenstein entra en la órbita del movimiento de la Central Obrera, conocido como Proletkult ("cultura del proletariado") y empieza a relacionarse con artistas vanguardistas, dejándose influenciar por ellos. Escribe entonces su primer artículo importante para el desarrollo del cinema titulado "El montaje de atracciones", que defiende que el arte debe provocar una serie de emociones en el espectador.
Eisenstein también recibe una gran influencia japonesa en lo que respecta a la interpretación y el montaje. En la escritura japonesa, cada carácter (Kanji) puede aludir, por sí solo, a una realidad completa. Pero a su vez, puede dar lugar a otro significado, a otra realidad distinta, si se combina con otros caracteres. Este planteamiento es el que Eisenstein busca plasmar en su obra, es decir, que cada plano pueda transmitir una realidad sin tener que depender del resto de secuencias; pero que, al combinar los planos, se pueda dar lugar a otro significado completamente distinto al primero. Así como que "de la unión de dos secuencias distintas, el espectador obtenga una tercera realidad.". Esta técnica es la que se denomina, pues, montaje de atracciones o montaje intelectual.
Es por esto que Eisenstein difiere de la opinión de Dziga Vértov cuando habla del "cine-ojo", un cinema más naturalista y que refleja la realidad. Eisenstein defiende, por lo contrario, un cinema que busca una respuesta activa por parte del espectador y un surgimiento de dudas en su conciencia. En otras palabras, pretende que el espectador se involucre en lo que está viendo y que eso le haga reflexionar a nivel social y político, oponiéndose así a la idea del cinema como herramienta de evasión para convertirlo en una herramienta de concienciación política e ideológica.

## Filmografía
Dos ejemplos claros que reflejan el movimiento de conciencia y choque en la mente del espectador son:
| Película              | Año de estreno | Sinopsis |
| --------------------- | -------------- | --- |
| El acorazado Potemkin | 1925           | El acorazado Potemkin, película dirigida por Sergei M. Eisenstein, narra los acontecimientos que tuvieron lugar en 1905, narra cómo la tripulación del acorazado Potemkin de Táurida se cansan de los tratos vejatorios por parte de los oficiales y de la mala calidad de los alimentos, lo cual sirve como detonante de la narrativa. Con este motín comienza el reguero revolucionario por Odesa y toda Rusia. |
| Octubre               | 1927           | La película Octubre de Eisenstein sirve de reconstrucción de los acontecimientos ocurridos desde febrero hasta octubre de 1917. Esta película, que sigue la ideología comunista, no contiene personajes principales. En este filme, aparecen muchos de los protagonistas de la Revolución: los Guardias Rojos, los soldados y los marineros. Además, esta película refleja de manera simbólica la caída del imperio zarista mediante la imagen de la estatua de Alejandro III de Rusia siendo derribada por el pueblo. |